# Orthotrichia ammanensis
Orthotrichia ammanensis är en nattsländeart som beskrevs av Malicky 1996. Orthotrichia ammanensis ingår i släktet Orthotrichia och familjen smånattsländor. Inga underarter finns listade i Catalogue of Life.